# Batalla de Sel·làsia (195 aC)
La batalla de Sel·làsia de l'any 195 aC va ser una de les batalles de la Guerra contra Nabis.

## Antecedents
La Lliga Aquea estava molesta perquè després de la Segona Guerra Macedònica, Argos, un dels seus membres continuava sota ocupació espartana, i per aquest motiu instà a la República de Roma a que es replantegés la decisió que permetia a Esparta conservar els territoris dels quals s'havia apoderat. Els romans van acceptar la proposta dels aqueus, car no volien una Esparta forta i reorganitzada que causés problemes un cop ells haguessin d'abandonar Grècia. i després d'assetjar infructuosament la ciutat van marxar en direcció a Esparta.
Nabis reclutà 10.000 ciutadans per al seu exèrcit i va contractar, addicionalment, 3.000 mercenaris. Els seus aliats cretencs, qui es beneficiaven de les bases navals que havien establert en el seu territori, van sumar 1.000 guerrers, especialment seleccionats, que se sumaven als 1.000 que ja havien enviat.
Nabis, tement que l'avanç romà animés als seus súbdits a revoltar-se, va decidir atemorir-los ordenant la pena de mort de vuitanta ciutadans prominents.

## Batalla
Quan Tit Quinti Flaminí va deixar la seva base i s'apropà a Sel·làsia, els espartans van atacar els romans mentre aquests armaven el seu campament. El sobtat atac va confondre als aliats, però els espartans es van haver de retirar a la ciutat quan va arribar el cos principal de cohorts de legionaris.
Mentre els romans avançaven cap a la muntanya de Menelau, els mercenaris de Nabis van atacar la rereguarda aliada. Api Claudi Pulcre, comandant de la rereguarda, va reagrupar les seves tropes i va obligar els atacants a replegar-se dins les muralles de la ciutat, causant-los moltes baixes.

## Conseqüències
La coalició es va dirigir llavors a Amicles i des d'allí van saquejar els territoris circumdants. Paral·lelament, Luci Quinti Flaminí va rebre la rendició voluntària de diversos pobles costaners de Lacònia.